# 판텔리스 카페스
판텔리스 카페스(그리스어: Παντελής Καφές, 1978년 6월 24일, 베리아 ~)는 그리스의 전 축구 선수로, 메이저 리그 사커의 필라델피아 유니언에 트라이얼 중이며, 수비형 혹은 중앙 미드필더로 활약했었다. 그는 아웃필드 선수들 중에서 등번호 1번을 착용했던 몇 안되는 선수들 중 한명이며, 창조적 능력과 패싱 능력으로 찬사를 들었다.

## 국가대표팀 경력
카페스는 2001년 4월, 크로아티아와의 경기에서 국가대표팀 데뷔전을 치렀고, 2003년 3월, 빈에서 열린 오스트리아와의 경기에서 첫 국제경기 골을 넣었다. 카페스는 UEFA 유로 2004 예선전 경기에 2번 출전했고, UEFA 유로 2004 본선에서 그리스의 최종 엔트리에 들어 우승을 경험했다. 카페스는 2006년 FIFA 월드컵 예선전과 2005년 FIFA 컨페더레이션스컵에도 참가했었다. 카페스는 페르난두 산투스 신임 국가대표팀 감독의 부름을 받아 UEFA 유로 2012 예선전에 재차출되었다. 2010년 10월 8일, 카페스는 라트비아전에서 요르기오스 카라구니스와 교체되어 팀의 UEFA 유로 2012 직행을 도왔다. 이 경기는 그가 페르난두 산투스 체제 하에 출전한 첫 경기였다. 2010년 11월 17일, 카페스는 오스트리아와의 친선경기에 후반전에 출전하여 큰 공을 세웠고, 그리스는 오스트리아에 이겼다.

## 클럽 경력

### 폰티오이 베리아스
그는 1995년 1월, 폰티오이 베리아스에서 17세의 나이에 프로계에 데뷔했다. 그 시즌 여름, 클럽은 감마 에트니키로 강등되었었는데, 시즌이 종료되는 5월에 또 강등되었다. 카페스는 한줄기 빛같은 존재였고, 그는 1997년 1월에 PAOK에 합류했다.

### PAOK
파오크는 1998-99 시즌에 알파 에트니키에서 7골을 넣으면서 모습을 드러냈다. 그는 PAOK의 주축 선수로 활동하며 팀의 2000-01 시즌, 2002-03 시즌 그리스 컵 우승을 도왔다. 테살로니키에서의 생활은 미지급된 주급과 관련된 언쟁을 벌인 후 방출되면서 씁쓸하게 끝났다. 올림피아코스는 그와 3년짜리 계약을 맺었다.

### 올림피아코스
그는 올림피아코스 첫 시즌에 붙박이 주전으로 활약했고, 2003-04 시즌에 팀은 준우승을 거두었으며, UEFA 챔피언스리그 경기에도 데뷔해 총 5경기를 뛰었다. 카페스는 국내 더블을 달성한 시즌 대부분의 올림피아코스 리그 경기에 출전했고, 시즌 중반에 부상으로 빠지면서 그 전까지 클럽의 모든 챔피언스리그 및 UEFA컵 경기에 나갔던 것으로 인해 유럽대항전 전경기 출전 기록이 끝난게 전부였다. 그 다음 시즌인 2005-06 시즌에도 마찬가지로 22번의 국내 리그 경기에 출전해 다시 더블을 이룩했다. 뿐만 아니라 2번의 잊을 수 없는 득점도 성공시켰는데, 한 골은 에스타디오 산티아고 베르나베우에서 열린 레알 마드리드와의 UEFA 챔피언스리그 원정 경기에서 페널티 박스 바깥으로부터 48분에 성공시켜 라울 곤살레스의 득점이 빛을 바래게 했다. 또다른 한 골은 2005년 10월 19일, 리옹과의 UEFA 챔피언스리그 경기에서 골로 주니뉴 페르남부카누의 골을 무위로 돌아가게 했다. 카페스는 2006-07 시즌에 올림피아코스에서 방출되었다. 며칠 후, 그는 라이벌 클럽 AEK와 2년 계약을 체결했다.

### AEK
AEK 이적 후, 등번호 1번을 착용하는 그만의 전통을 이어나갔고, 카페스는 1군으로 들어가 AEK의 리그 우승 경쟁에 선봉대를 맡았으나, 팀은 준우승에 그쳤다. 그 다음 시즌, 2008년 1월 12일, 카페스는 베리아와의 경기에서 AEK 첫 골에 성공했다. 같은 해 3월 30일, 카페스는 친정팀 올림피아코스를 상대로 4-0으로 앞서나가는 득점에 성공했다. AEK는 수페르리가 엘라다를 1위로 마감했으나, 아폴론 칼라마리아전과 올림피아코스전의 사건에 연루되어 법정 공방까지 갔고, 1-0으로 이겼던 아폴론 칼라마리아와의 정규 시즌 경기에서 부적합 선수 (로만 발너)를 기용한 것으로 확인되었고, 올림피아코스는 법정 청문회에서 3점을 벌었고, 그에 따라 AEK는 올림피아코스에 승점 2점이 밀리게 되었다. "쌍두독수리 군단" (Δικέφαλος-Αετός) 과의 3번째 시즌에, AEK는 기대를 충족시키지 못하고 3위로 마감했는데, 카페스는 몇 차례 팀의 주장을 맡으면서 팀 재건에 주요 인물이었었다. 2009년 6월 12일, 카페스는 계약을 3년 연장해 2012년까지 AEK에 남게 되었다. 그는 클럽 재정난 해결을 위해 주급 삭감에 합의를 보았다. 2009년 7월 11일, 카페스는 주장 완장을 받아 앞으로 다가오는 시즌부터 주장을 맡게 되었다. 2009년 9월 13일, 카페스는 이라클리스전에서 2009-10 시즌 첫 골을 넣었다. 그는 PAS 얀니나전에서 멀티골을 성공시켰다. 그는 2009-10 시즌 내내 좋은 활약을 펼쳤고, 수비형 미드필더를 맡으며 팀을 덜 드러나게 공헌했으나, 팀동료들에게 몇 차례 좋은 어시스트를 배급했다. 2010년 여름, 카페스와 전 팀동료로 UEFA 유로 2004에서 그리스 국가대표팀에서 동행했던 트라야노스 델라스와 AEK에서 재회한 것에 대해 만족감을 보였다. 2011년 4월 30일, 카페스는 그리스 컵을 우승하였는데, 3-0으로 이긴 아트로미토스전에서 팀의 3번째 골을 성공시켰다. 카페스는 2011-12 시즌의 첫 골을 2012년 2월 5일, 1-0으로 이긴 파니오니오스전에서 기록했다. 2011-12 시즌은 그의 AEK 마지막 시즌이었다.

### 베리아
판텔리스 카페스는 6월에 AEK를 떠났다. 그는 스코틀랜드의 레인저스에서 트라이얼을 했으나, 재정난에 처한 클럽과 계약하지 않았다. 자유 계약 신분으로 2달을 보낸 후, 8월 31일에 그는 고향 클럽 베리아에 합류했다. 2012년 10월 6일, 그는 아트로미토스와의 2012년 12월 12일 경기에서 첫 골을 득점했고, 베리아 2012년 12월 22일, 그리스 컵 데뷔전 상대는 트라시불로스였고, 팀이 다음 라운드에 진출해 그리스 컵 8강행에 일조했다. 그는 겨울 휴식기에 방출되었고, 2013년 2월, 메이저 리그 사커의 필라델피아 유니언 트라이얼에 참가했었다.

## 통계

### 클럽
| 클럽 경력 | 클럽 경력       | 클럽 경력     | 리그 | 리그 | 컵        | 컵        | 대륙 | 대륙 | 합계 | 합계 |
| 시즌      | 클럽            | 리그          | 출장 | 골   | 출장      | 골        | 출장 | 골   | 출장 | 골   |
| 그리스    | 그리스          | 그리스        | 리그 | 리그 | 그리스 컵 | 그리스 컵 | 유럽 | 유럽 | 합계 | 합계 |
| --------- | --------------- | ------------- | ---- | ---- | --------- | --------- | ---- | ---- | ---- | ---- |
| 1994–95   | 폰티오이 베리아 | 베타 에트니키 | 15   | 2    | 1         | 0         | 0    | 0    | 16   | 2    |
| 1995–96   | 폰티오이 베리아 | 감마 에트니키 | 28   | 5    | 0         | 0         | 0    | 0    | 28   | 5    |
| 1996–97   | 폰티오이 베리아 | 감마 에트니키 | 8    | 0    | 0         | 0         | 0    | 0    | 8    | 0    |
| 1996–97   | PAOK            | 알파 에트니키 | 4    | 0    | 0         | 0         | 0    | 0    | 4    | 0    |
| 1997–98   | PAOK            | 알파 에트니키 | 14   | 2    | 1         | 0         | 0    | 0    | 15   | 2    |
| 1998–99   | PAOK            | 알파 에트니키 | 27   | 7    | 2         | 1         | 0    | 0    | 29   | 8    |
| 1999-2000 | PAOK            | 알파 에트니키 | 26   | 4    | 2         | 0         | 0    | 0    | 28   | 4    |
| 2000–01   | PAOK            | 알파 에트니키 | 27   | 4    | 12        | 2         | 0    | 0    | 39   | 6    |
| 2001–02   | PAOK            | 알파 에트니키 | 23   | 4    | 7         | 3         | 6    | 1    | 36   | 8    |
| 2002–03   | PAOK            | 알파 에트니키 | 25   | 8    | 7         | 1         | 0    | 0    | 32   | 9    |
| 2003–04   | 올림피아코스    | 알파 에트니키 | 30   | 4    | 7         | 1         | 5    | 0    | 42   | 5    |
| 2004–05   | 올림피아코스    | 알파 에트니키 | 21   | 2    | 5         | 1         | 6    | 0    | 32   | 3    |
| 2005–06   | 올림피아코스    | 알파 에트니키 | 22   | 2    | 5         | 0         | 6    | 2    | 33   | 4    |
| 2006–07   | 올림피아코스    | 수페르리가    | 8    | 0    | 2         | 0         | 3    | 0    | 13   | 0    |
| 2006–07   | AEK             | 수페르리가    | 7    | 1    | 0         | 0         | 2    | 0    | 9    | 1    |
| 2007–08   | AEK             | 수페르리가    | 25   | 3    | 2         | 0         | 8    | 0    | 35   | 3    |
| 2008–09   | AEK             | 수페르리가    | 27   | 3    | 5         | 1         | 2    | 0    | 34   | 4    |
| 2009–10   | AEK             | 수페르리가    | 29   | 5    | 0         | 0         | 7    | 0    | 36   | 5    |
| 2010–11   | AEK             | 수페르리가    | 24   | 3    | 4         | 1         | 7    | 1    | 35   | 5    |
| 2011–12   | AEK             | 수페르리가    | 26   | 1    | 1         | 0         | 3    | 0    | 30   | 1    |
| 2012–13   | 베리아          | 수페르리가    | 14   | 1    | 2         | 0         | 0    | 0    | 16   | 1    |
| 경력 합계 | 경력 합계       | 경력 합계     | 430  | 61   | 65        | 11        | 55   | 4    | 550  | 76   |

### 국가대표팀
2010년 10월 15일 기준
| 그리스 국가대표팀 | 그리스 국가대표팀 | 그리스 국가대표팀 |
| 연도              | 출장              | 골                |
| ----------------- | ----------------- | ----------------- |
| 2001              | 03                | 0                 |
| 2002              | 08                | 0                 |
| 2003              | 05                | 2                 |
| 2004              | 05                | 0                 |
| 2005              | 06                | 1                 |
| 2006              | 03                | 0                 |
| 2008              | 01                | 0                 |
| 2009              | 04                | 0                 |
| 2010              | 06                | 0                 |
| 합계              | 41                | 3                 |

참고: (영어) 판텔리스 카페스 - National Football Teams

### 국가대표팀 득점 기록
| # | 날짜             | 경기장                                       | 상대       | 점수 | 결과 | 대회     |
| - | ---------------- | -------------------------------------------- | ---------- | ---- | ---- | -------- |
| 1 | 2003년 3월 26일  | 슈타디온 그라츠 리베나우, 그라츠, 오스트리아 | 오스트리아 | 1–2  | 2–2  | 친선경기 |
| 2 | 2003년 8월 20일  | 이드롯스파르켄, 노르셰핑, 스웨덴             | 스웨덴     | 1–2  | 1–2  | 친선경기 |
| 3 | 2005년 11월 16일 | 카라이스카키스 스타디움, 피레아스, 그리스    | 헝가리     | 2–1  | 2–1  | 친선경기 |

## 수상

### 클럽
PAOK
- 그리스 컵: 2000-01, 2002-03

올림피아코스
- 수페르리가 엘라다: 2004-05, 2005-06
- 그리스 컵: 2004-05, 2005-06

AEK
- 그리스 컵: 2010-11

### 국가대표팀
그리스
- UEFA 유럽 축구 선수권 대회: 2004